# Ngāti Maniapoto

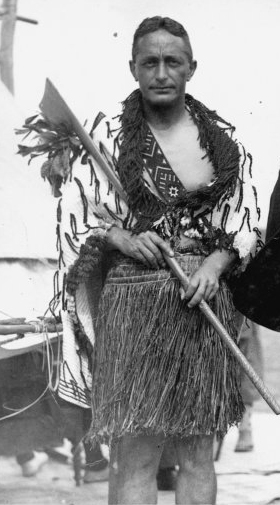
Pei Te Hurinui Jones, um 1930

Ngāti Maniapoto ist ein Iwi der Māori in der Region Waikato-Waitomo auf der Nordinsel Neuseelands.
Er ist Teil der Tainui-Stammesvereinigung, deren Mitglieder ihre Whakapapa (Genealogie) auf die Menschen zurückführen, die Neuseeland mit dem Tainui Waka (Waka=Kanu) erreichten.
Beim Zensus 2001 hatte der Stamm 27.168 Angehörige und war damit der achtgrößte Iwi (Stamm) in Neuseeland.

## Marae
Im Gebiet Maniapoto gibt es zahlreiche Marae, das bedeutendste darunter ist Te Tokanga Nui A Noho in Te Kūiti im King Country. Diese Marae wurde den Ngāti Maniapoto durch Te Kooti gestiftet. Dieser war ein Stammesangehöriger aus Rongowhakaata, der während der Neuseelandkriege hier Unterschlupf vor der britischen Kolonialarmee suchte.
Von gleicher Bedeutung, aber der Öffentlichkeit weniger bekannt ist der Pā von Tiroa.

## Geschichte
Die Ngāti Maniapoto waren an den Neuseelandkriegen (1845–72) beteiligt. Die von ihnen kontrollierte Region Waikato-Waitomo oder Nehenehenui diente oft als Rückzugsort für alliierte Iwi, die von den Briten nach Süden zurückgedrängt wurden.
Nach dem Krieg verhandelten der Oberhäuptling des Stammes, Taonui Hikaka, und die Kriegshäuptlinge Rewi Manga Maniapoto und Wahanui mit der britischen Kolonialregierung, die eine Bahnlinie durch ihr Stammesgebiet bauen wollte. Man tat dies, da man gehört hatte, dass der Māori-König Tāwhiao und Te Kooti ebenfalls mit der britischen Regierung über einen Bahnzugang und die Errichtung von Landgerichtshöfen für die Einheimischen verhandelte. Dies hätte bedeuten können, dass der Iwi Ngāti Maniapoto de facto landlos geworden wäre.
Als Tāwhiao von den Verhandlungen des Iwi hörte, soll er wütend seinen Hut auf eine topografische Karte des Ngāti Maniapoto-Territoriums geworfen haben und alles Land unter dem Hut als Te Rohe Potae (das Land des Hutes des Königs) für sich beansprucht haben. Dieses Land ist noch heute als King Country bekannt.

## Bekannte Angehörige
- Dame Kiri Te Kanawa – Opernsängerin
- Nanaia Mahuta – neuseeländische Außenministerin
- Temuera Morrison – Fernseh- und Filmschauspieler
- Dwayne Johnson „The Rock“, US-amerikanischer Schauspieler (u. a. Hauptdarsteller in The Scorpion King); sein Vater stammt aus diesem Iwi, Dwayn selbst ist in Samoa geboren.
- Dame Rangimarie Hetet – Weberin und Textilkünstlerin
- Pei Te Hurinui Jones – Maori-Gelehrter und Schriftsteller
- Taonui Hikaka – Oberhäuptling der Ngāti Maniapoto in der zweiten Hälfte des 19. Jahrhunderts
- Rewi Manga Maniapoto – Kriegshäuptling im Kampf gegen die Briten
- Wahanui – Kriegshäuptling, berühmt für sein Verhandlungsgeschick
- Tiki Taane – Gitarrist und Sänger der Band Salmonella Dub